# Hastula leloeuffi
Hastula leloeuffi é uma espécie de gastrópode do gênero Hastula, pertencente a família Terebridae.